# ジョーイ・ウェンツ
ジョゼフ・バレット・ウェンツ（Joseph Barrett Wentz, 1997年10月6日 - ）は、アメリカ合衆国カンザス州ローレンス出身のプロ野球選手（投手）。左投左打。MLBのミネソタ・ツインズ所属。

## 経歴

### プロ入り前
2015年のオールスターゲームにて行われたジュニア・ホームランダービーに出場し、166mの本塁打を放ち優勝した。

### プロ入りとブレーブス傘下時代
2016年のMLBドラフト1巡目戦力均衡ラウンドA（全体40位）でアトランタ・ブレーブスから指名され、予定していたバージニア大学への進学を取り止めプロ入り。契約金は305万ドル。傘下のルーキー級ガルフ・コーストリーグ・ブレーブスでプロデビューし、シーズン途中にはアパラチアンリーグのルーキー級ダンビル・ブレーブスでもプレーした。この年は2チーム合計で12試合に先発登板して1勝4敗、防御率3.68、53奪三振の成績を記録した。
2017年はA級ローム・ブレーブスで26試合に先発登板して8勝3敗、防御率2.60、152奪三振の成績を記録した。
2018年はA+級フロリダ・ファイヤーフロッグスで16試合に先発登板して3勝4敗、防御率2.25、53奪三振の成績を記録した。
2019年はAA級ミシシッピ・ブレーブスで開幕を迎えた。

### タイガース時代
2019年7月31日にシェーン・グリーンとのトレードで、トラビス・デメリットと共にデトロイト・タイガースへ移籍した。移籍後は傘下のAA級エリー・シーウルブズへ送られた。この年は移籍前と合わせて25試合に先発登板して7勝8敗、防御率4.20、137奪三振の成績を記録した。
2020年は3月にトミー・ジョン手術を受けた。同手術、さらに新型コロナウイルスの影響でマイナーリーグの試合が開催されなかったため、この年の公式戦登板は無かった。オフに40人枠に登録された。
2021年はA級レイクランド・フライングタイガースで開幕を迎え、シーズン途中にAA級エリーに昇格した。この年は2球団合計で18試合に先発登板して0勝7敗、防御率4.50、82奪三振を記録した。
2022年は開幕をAAA級トレド・マッドヘンズで迎えた。5月11日にメジャーに昇格し、当日のオークランド・アスレチックス戦で先発してメジャーデビューしたが、2.2回を6失点で敗戦投手となった。
2023年は25試合（19試合に先発）に登板し、3勝13敗、防御率6.90、98奪三振を記録した。
2024年はリリーフで38試合に登板した後、8月30日にケイシー・マイズの復帰に伴ってDFAとなった。

### パイレーツ時代
9月4日にウェイバー公示を経てピッツバーグ・パイレーツに移籍した。
2025年6月7日にエンディ・ロドリゲスを復帰させることに伴って、DFAとなった。

### ツインズ時代
2025年6月11日にウェイバー公示を経てミネソタ・ツインズに移籍した。

## 人物
ライリー・パイントは小学校時代からの友人である。

## 詳細情報

### 年度別投手成績
| 年 度    | 球 団    | 登 板 | 先 発 | 完 投 | 完 封 | 無 四 球 | 勝 利 | 敗 戦 | セ 丨 ブ | ホ 丨 ル ド | 勝 率 | 打 者 | 投 球 回 | 被 安 打 | 被 本 塁 打 | 与 四 球 | 敬 遠 | 与 死 球 | 奪 三 振 | 暴 投 | ボ 丨 ク | 失 点 | 自 責 点 | 防 御 率 | W H I P |
| -------- | -------- | ----- | ----- | ----- | ----- | -------- | ----- | ----- | -------- | ----------- | ----- | ----- | -------- | -------- | ----------- | -------- | ----- | -------- | -------- | ----- | -------- | ----- | -------- | -------- | ------- |
| 2022     | DET      | 7     | 7     | 0     | 0     | 0        | 2     | 2     | 0        | 0           | .500  | 130   | 32.2     | 23       | 2           | 13       | 0     | 1        | 27       | 2     | 0        | 13    | 11       | 3.03     | 1.10    |
| 2023     | DET      | 25    | 19    | 0     | 0     | 0        | 3     | 13    | 0        | 0           | .188  | 492   | 105.2    | 131      | 25          | 47       | 0     | 0        | 98       | 2     | 2        | 87    | 81       | 6.90     | 1.68    |
| 2024     | DET      | 38    | 0     | 0     | 0     | 0        | 0     | 2     | 1        | 2           | .000  | 254   | 55.1     | 60       | 8           | 27       | 1     | 3        | 60       | 3     | 2        | 35    | 33       | 5.37     | 1.57    |
| 2024     | PIT      | 8     | 0     | 0     | 0     | 0        | 1     | 0     | 0        | 0           | 1.000 | 50    | 12.0     | 6        | 0           | 6        | 0     | 1        | 13       | 0     | 0        | 2     | 2        | 1.50     | 1.00    |
| '24計    | PIT      | 46    | 0     | 0     | 0     | 0        | 1     | 2     | 1        | 2           | .333  | 304   | 67.1     | 66       | 8           | 33       | 1     | 4        | 73       | 3     | 2        | 37    | 35       | 4.68     | 1.47    |
| 2025     | PIT      | 19    | 0     | 0     | 0     | 0        | 2     | 1     | 0        | 0           | .667  | 115   | 26.0     | 25       | 2           | 11       | 2     | 1        | 22       | 0     | 0        | 14    | 12       | 4.15     | 1.38    |
| MLB：3年 | MLB：3年 | 78    | 26    | 0     | 0     | 0        | 6     | 17    | 1        | 2           | .261  | 931   | 205.2    | 220      | 35          | 93       | 1     | 5        | 198      | 7     | 4        | 137   | 127      | 5.56     | 1.52    |

- 2024年度シーズン終了時

### 年度別守備成績
| 年 度 | 球 団 | 投手（P） | 投手（P） | 投手（P） | 投手（P） | 投手（P） | 投手（P） |
| 年 度 | 球 団 | 試 合     | 刺 殺     | 補 殺     | 失 策     | 併 殺     | 守 備 率  |
| ----- | ----- | --------- | --------- | --------- | --------- | --------- | --------- |
| 2022  | DET   | 7         | 1         | 5         | 0         | 0         | 1.000     |
| 2023  | DET   | 25        | 3         | 6         | 0         | 0         | 1.000     |
| 2024  | DET   | 38        | 3         | 3         | 1         | 0         | .857      |
| 2024  | PIT   | 8         | 0         | 2         | 0         | 0         | 1.000     |
| '24計 | PIT   | 46        | 3         | 5         | 1         | 0         | .889      |
| MLB   | MLB   | 78        | 7         | 16        | 1         | 0         | .958      |

- 2024年度シーズン終了時

### 背番号
- 43（2022年 - 2024年途中）
- 34（2024年途中 - 2025年5月27日）